# The Midnight Alarm
The Midnight Alarm è un cortometraggio muto del 1914 diretto da Allen Curtis e interpretato da Louise Fazenda. Prodotto e distribuito dall'Universal Film Manufacturing Company, il film uscì in sala il 7 febbraio 1914.

## Produzione
Il film fu prodotto dall'Universal Film Manufacturing Company.

## Distribuzione
il film, un cortometraggio di circa dieci minuti, fu distribuito nelle sale USA il 7 febbraio 1914.